# Gouvernement Vasile
Roumanie
Ciorbea Isărescu
Le gouvernement Vasile (en roumain : Guvernul Isărescu) est le gouvernement de la Roumanie entre le 17 avril 1998 et le 22 décembre 1999. Il est formé à la suite de la démission de Victor Ciorbea du poste de Premier ministre.

## Composition

### Initiale (17 avril 1998)
| Fonction                                      | Titulaire | Titulaire                                                          | Parti  |
| --------------------------------------------- | --------- | ------------------------------------------------------------------ | ------ |
| Premier ministre                              |           | Radu Vasile                                                        | PNȚCD  |
| Ministre d'État Ministre de la Défense        |           | Victor Babiuc                                                      | PD-FSN |
| Ministre d'État Ministre de la Justice        |           | Valeriu Stoica (en)                                                | PNL    |
| Ministres                                     |           |                                                                    |        |
| Ministre des Finances                         |           | Daniel Dăianu (en) (jusqu'au 23/09/1998) Decebal Traian Remeș (en) | Sans   |
| Ministre des Finances                         | PNȚCD     | Daniel Dăianu (en) (jusqu'au 23/09/1998) Decebal Traian Remeș (en) |        |
| Ministre de la Culture                        |           | Ion Caramitru                                                      | Sans   |
| Ministre des Travaux publics                  |           | Nicolae Noica (ro)                                                 | PNȚCD  |
| Ministre de l'Agriculture                     |           | Dinu Gavrilescu (ro)                                               | PNȚCD  |
| Ministre de la Santé                          |           | Francisc Bárányi (jusqu'au 24/06/1998) Gábor Hajdú                 | UDMR   |
| Ministre des Affaires étrangères              |           | Andrei Pleșu                                                       | Sans   |
| Ministre de l'Industrie et du Commerce        |           | Radu Berceanu                                                      | PD-FSN |
| Ministre du Travail                           |           | Alexandru Athanasiu                                                | PSDR   |
| Ministre des Communications                   |           | Sorin Pantiș                                                       | PNL    |
| Ministre de l'Environnement                   |           | Romică Tomescu                                                     | PD-FSN |
| Ministre des Transports                       |           | Traian Băsescu                                                     | PD-FSN |
| Ministre de l'Intérieur                       |           | Gavril Dejeu                                                       | PNȚCD  |
| Ministre de l'Éducation                       |           | Andrei Marga                                                       | PNȚCD  |
| Ministre de la Réforme                        |           | Ioan Avram Mureşan                                                 | PNȚCD  |
| Ministre de la Réforme                        | PD-FSN    | Ioan Avram Mureşan                                                 |        |
| Ministre de la Recherche et des Technologies  |           | Horia Ene (jusqu'au 30/10/1998)                                    | Sans   |
| Ministre de la Jeunesse et des Sports         |           | Crin Antonescu                                                     | PNL    |
| Ministre pour les Relations avec le Parlement |           | Alexandru Sassu                                                    | PD-FSN |
| Ministre du Tourisme                          |           | Sorin Frunzăverde                                                  | PD-FSN |
| Ministres délégués                            |           |                                                                    |        |
| Chargé de l'intégration européenne            |           | Alexandre Herlea                                                   | PNȚCD  |
| Chargé des Minorités nationales               |           | György Tokay                                                       | UDMR   |

### Remaniement du 2 décembre 1998
| Fonction                                      | Titulaire | Titulaire                                                  | Parti  |
| --------------------------------------------- | --------- | ---------------------------------------------------------- | ------ |
| Premier ministre                              |           | Radu Vasile (jusqu'au 14/12/1999) Alexandru Athanasiu a.i. | PNȚCD  |
| Ministre d'État Ministre de la Défense        |           | Victor Babiuc                                              | PD-FSN |
| Ministre d'État Ministre de la Justice        |           | Valeriu Stoica (en)                                        | PNL    |
| Ministres                                     |           |                                                            |        |
| Ministre des Finances                         |           | Decebal Traian Remeș (en)                                  | PNȚCD  |
| Ministre de la Culture                        |           | Ion Caramitru                                              | Sans   |
| Ministre des Travaux publics                  |           | Nicolae Noica (ro)                                         | PNȚCD  |
| Ministre de l'Agriculture                     |           | Ioan Avram Mureșan                                         | PNȚCD  |
| Ministre de la Santé                          |           | Gábor Hajdú                                                | UDMR   |
| Ministre des Affaires étrangères              |           | Andrei Pleșu                                               | Sans   |
| Ministre de l'Industrie et du Commerce        |           | Radu Berceanu                                              | PD-FSN |
| Ministre du Travail                           |           | Alexandru Athanasiu                                        | PSDR   |
| Ministre des Communications                   |           | Sorin Pantiș                                               | PNL    |
| Ministre de l'Environnement                   |           | Romică Tomescu                                             | PD-FSN |
| Ministre des Transports                       |           | Traian Băsescu                                             | PD-FSN |
| Ministre de l'Intérieur                       |           | Gavril Dejeu (jusqu'au 21/01/1999) Constantin Dudu Ionescu | PNȚCD  |
| Ministre de l'Éducation                       |           | Andrei Marga                                               | PNȚCD  |
| Ministre de la Réforme                        |           | Victor Babiuc                                              | PD-FSN |
| Ministre de la Jeunesse et des Sports         |           | Crin Antonescu                                             | PNL    |
| Ministre pour les Relations avec le Parlement |           | Alexandru Sassu                                            | PD-FSN |
| Ministre du Tourisme                          |           | Sorin Frunzăverde                                          | PD-FSN |
| Ministres délégués                            |           |                                                            |        |
| Chargé de l'intégration européenne            |           | Alexandre Herlea                                           | PNȚCD  |
| Chargé des Minorités nationales               |           | György Tokay (jusqu'au 27/01/1999) Péter Eckstein-Kovács   | UDMR   |